# Terça-feira
A terça-feira é um dia útil considerado o terceiro dia da semana, seguindo a segunda-feira e precedendo a quarta-feira.
Dias da semana
| 1° dia  | 2° dia        | 3° dia      | 4° dia       | 5° dia       | 6° dia      | último dia |
| Domingo | Segunda-feira | Terça-feira | Quarta-feira | Quinta-feira | Sexta-feira | Sábado     |

Por ordenação de trabalho e lazer e pela normalização ISO, a terça-feira é considerada o segundo dia da semana, sendo assim na maioria dos calendários em todo o mundo.
| 1° dia        | 2° dia      | 3° dia       | 4° dia       | 5° dia      | 6° dia | último dia |
| Segunda-feira | Terça-feira | Quarta-feira | Quinta-feira | Sexta-feira | Sábado | Domingo    |

A palavra é originária do latim Tertia Feria, que significa "terça feira", e de mesma acepção existe em galego (terza feira / terceira feira), mirandês (terça) e tétum (loron-tersa).
Povos pagãos antigos reverenciavam seus deuses dedicando este dia ao astro Marte, o que originou outras denominações, em português antigo martes[carece de fontes?], em espanhol diz-se martes, no italiano martedì e em francês mardi, com os significados de "Marte" e "dia de Marte". Em inglês diz-se Tuesday, "dia de Tiw", e em alemão Dienstag, "dia de Tiwaz".

## Origem dos nomes dos dias da semana
Os nomes dos dias da semana em português têm a sua origem na liturgia católica. Na maior parte das outras línguas românicas, a sua origem são nomes de deuses pagãos romanos aos quais os dias eram dedicados, neste caso a terça-feira era dedicada a divindade romana Marte (este por sua vez inspirado no deus grego Ares). No caso de muitas línguas germânicas, como o inglês, houve um processo de interpretações germânicas do significado do termo em latim "Martes dies" ("dia de Marte") que levou o deus germânico Týr ser equiparado a Marte. Em japonês, a palavra para terça-feira é 火曜日 (ka youbi), que significa 'dia de fogo' e está associada a 火星 (kasei): Marte, que significa literalmente "estrela do fogo". Já em algumas línguas eslavas é utilizada palavras derivadas de въторъ (que significa em antigo eslavo eclesiástico o termo "o segundo"). Em russo "Вторник" (Vtornik) é derivado do adjetivo russo para segundo - "Второй" (Vtoroi).

## Terça-feira em outros idiomas
| Idioma         | Nome                | Significado          |
| Alemão         | Dienstag            | Dia de Týr           |
| Catalão        | Dimarts             | Dia de Marte         |
| Dinamarquês    | Tirsdag             | Dia de Tyr           |
| Dousha         | Maruna              | Dia de Marte         |
| Espanhol       | Martes              | Marte                |
| Esperanto      | Mardo               | Dia de Marte         |
| francês        | Mardi               | Dia de Marte         |
| Italiano       | Martedì             | Dia de Marte         |
| Veneto         | Marti               | Marte                |
| Neerlandês     | Dinsdag             | Dia de Tyr           |
| Inglês         | Tuesday             | Dia de Tiw ou Tiu    |
| Finlandês      | Tiistai             | Dia de Tiw           |
| Japonês        | 火曜日 (Kayōbi)     | Dia de Fogo/Marte    |
| Chinês         | 星期二 (xīng qī èr) | Dois da semana       |
| Russo          | Вторник (Vtornik)   | Segundo dia          |
| Romeno         | Marţi               | Marte                |
| Basco          | Astearte            | Entre-semana         |
| Latim clássico | Dies Martis         | Dia de Marte         |
| Grego moderno  | Τρίτη               | Terceira [da semana] |